# Wolong si
Wolong si (Klasztor Przyczajonego Smoka, chiń. upr. 卧龙寺; chiń. trad. 卧龍寺 Wòlóng sì) – chiński klasztor buddyjski o ponad 1800-letniej historii, położony w mieście Xi’an w prowincji Shaanxi. Jest to najstarszy klasztor tej prowincji. 

## Historia klasztoru
Klasztor jest jednym z najstarszych klasztorów buddyjskich w Chinach. Napis na zachowanej steli informuje, że został wybudowany w okresie panowania cesarza Linga (168-189) z dynastii Han. W okresie dynastii Sui (581-618) nosił nazwę Fuying Chanyuan (福应禅院). Ponieważ znajduje się w nim malowidło przedstawiające bodhisattwę Guanyin autorstwa Wu Daozi w okresie Tang (618-907) nosił nazwę Guanyin si (观音寺). Ponowna zmiana nazwy nastąpiła w okresie Song (960-1279) za panowania cesarza Taizonga (pan. 976-997) - od tej pory nosił nazwę Wolong (podobno na cześć mnicha o tym imieniu).
W okresie panowania dynastii Qing (1644–1912) cesarz Guangxu i cesarzowa wdowa Cixi udali się do Xi’anu (Pekin był wówczas pod okupacją) i przeznaczyli duże kwoty pieniężne na wsparcie finansowe tego klasztoru, który wzbogacił się wówczas w wiele drogocennych przedmiotów.
W czasie rewolucji kulturalnej klasztor został zrujnowany a jego opat Langzhao (朗照) został zmuszony do samobójstwa.
W 1992 klasztor został ponownie otwarty, ale większość drogocennych zabytków i relikwii została zniszczona bezpowrotnie.
Klasztor Wolong położony jest za Muzeum Beilin, blisko murów miasta, na ul. Baishulin, w dzielnicy Beilin miasta Xi’an.

## Adres klasztoru
- Wolong Temple Lane, Baishulin Street, Beilin District, Xi’an 710048, China